# Rue Crozatier
La rue Crozatier est une voie située dans le 12e arrondissement de Paris, en France.

## Situation et accès

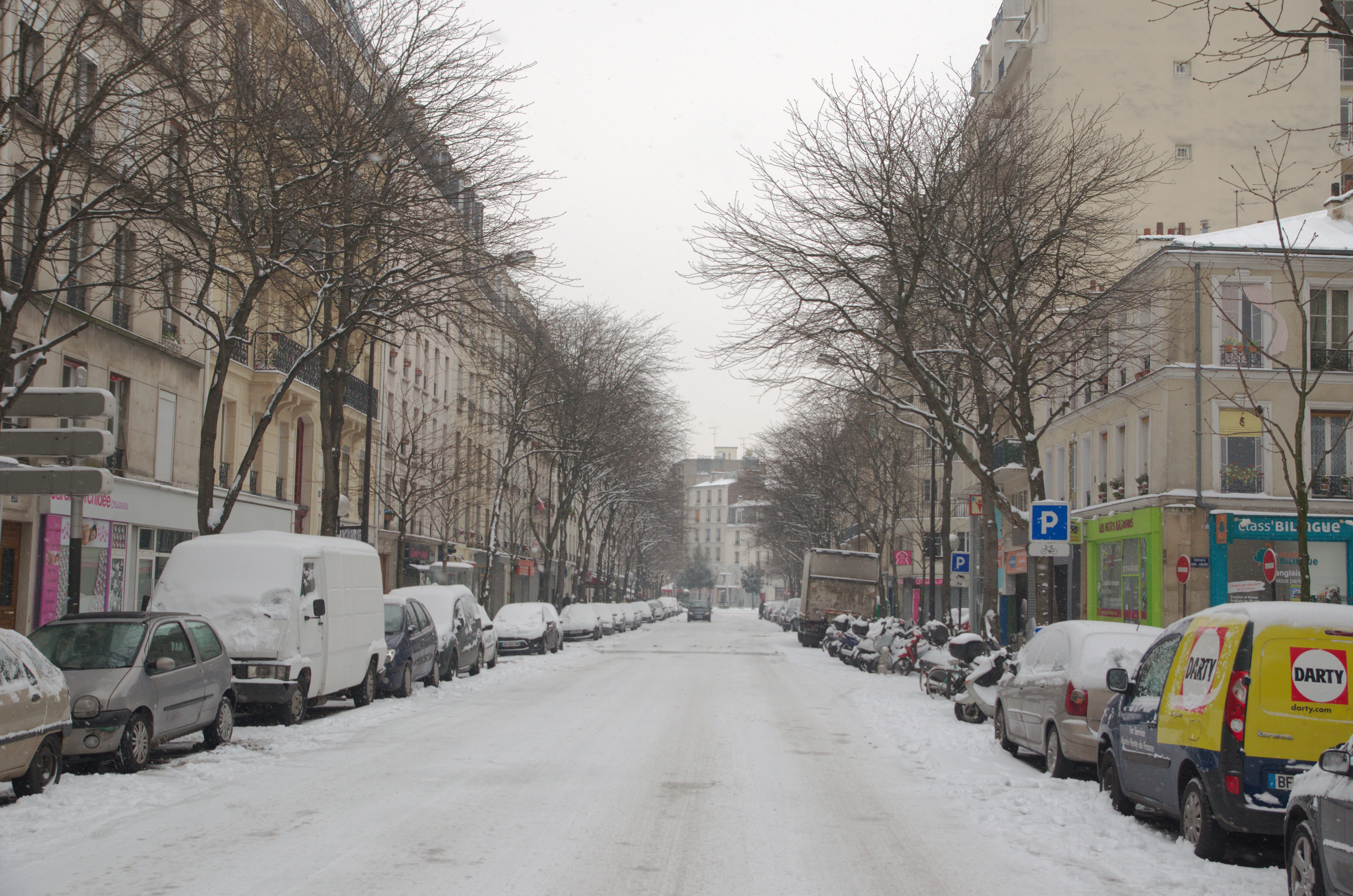
Rue Crozatier sous la neige en janvier 2013.

Différents passages et une impasse sont situés de part et d'autre de la rue :
- l'impasse Crozatier ;
- le passage Brulon ;
- le passage Driancourt ;
- le passage Abel-Leblanc, ancienne voie privée.

La rue croise, en partant de la place du Colonel-Bourgoin, l'avenue de Corbera, le boulevard Diderot, la rue de Cîteaux et la rue d'Aligre où se tient tous les jours sauf le lundi, le célèbre marché d'Aligre. Elle se termine enfin à la limite avec le XIe arrondissement, rue du Faubourg-Saint-Antoine, au carrefour avec la rue de Cotte et la rue Trousseau, où est située une auberge de jeunesse.
C'est une rue plutôt calme, sauf les jours de marché, comportant de nombreux commerces, presque tout le long, des deux côtés de la voie. Quelques hôtels et restaurants s'y tiennent également.

## Origine du nom
Cette voie honore Charles Crozatier (1795-1855) bronzier d'art, fondeur et mécène français.

## Historique
La rue Crozatier est ouverte en 1861 et porte son nom actuel depuis 1864. Elle a été percée à l’emplacement du jardin de l’abbaye Saint-Antoine.

## Bâtiments remarquables et lieux de mémoire
- La poste Crozatier, à l'angle de la rue Crozatier et du boulevard Diderot, comporte un buste de Charles Crozatier.
- L'entrée des urgences de l'hôpital Saint-Antoine est située en face.
- Une maison en pierre de taille de deux étages est située au 41 de la rue. Un quartier à haute qualité environnementale (HQE) est situé entre la rue Crozatier, le passage Brulon, la rue de Cîteaux et la rue du Faubourg-Saint-Antoine.
- Au numéro 51 se dresse une maison de deux étages (plus combles) avec une façade néopalladienne.
- Au numéro 81 vécut la chanteuse Gribouille.

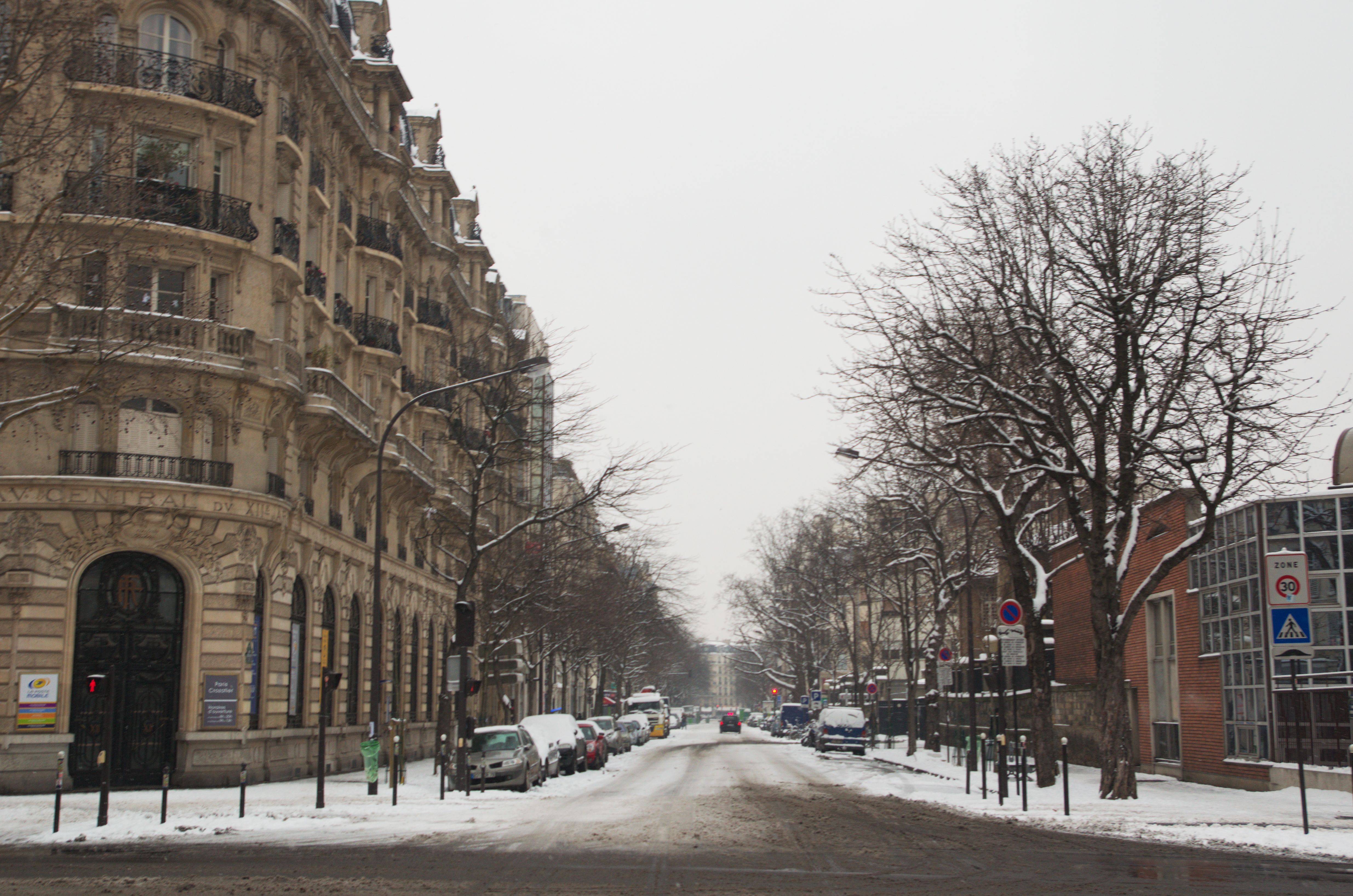
La poste Crozatier à gauche et l'hôpital Saint-Antoine à droite.
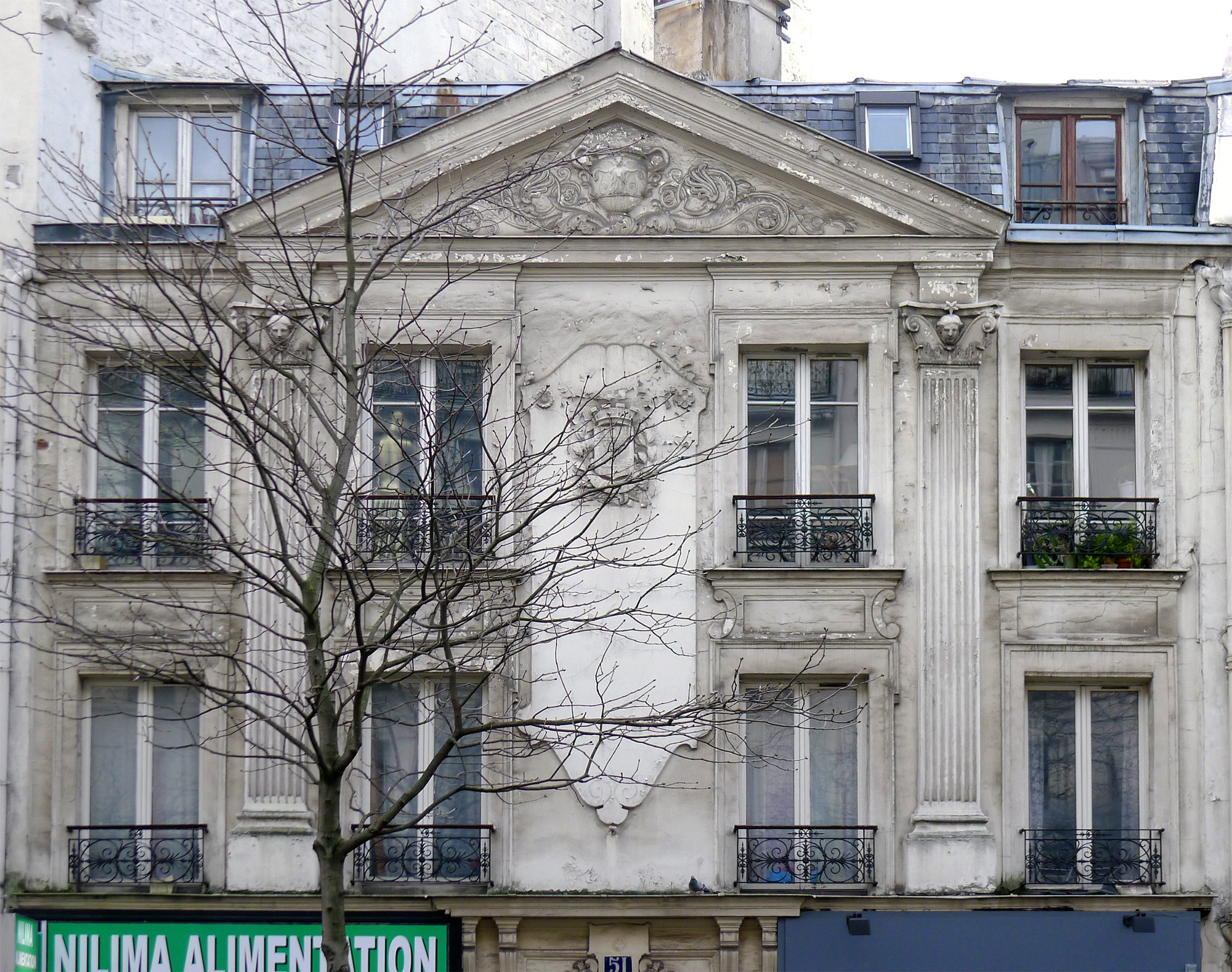
Façade du no 51.